# Venezia marittima

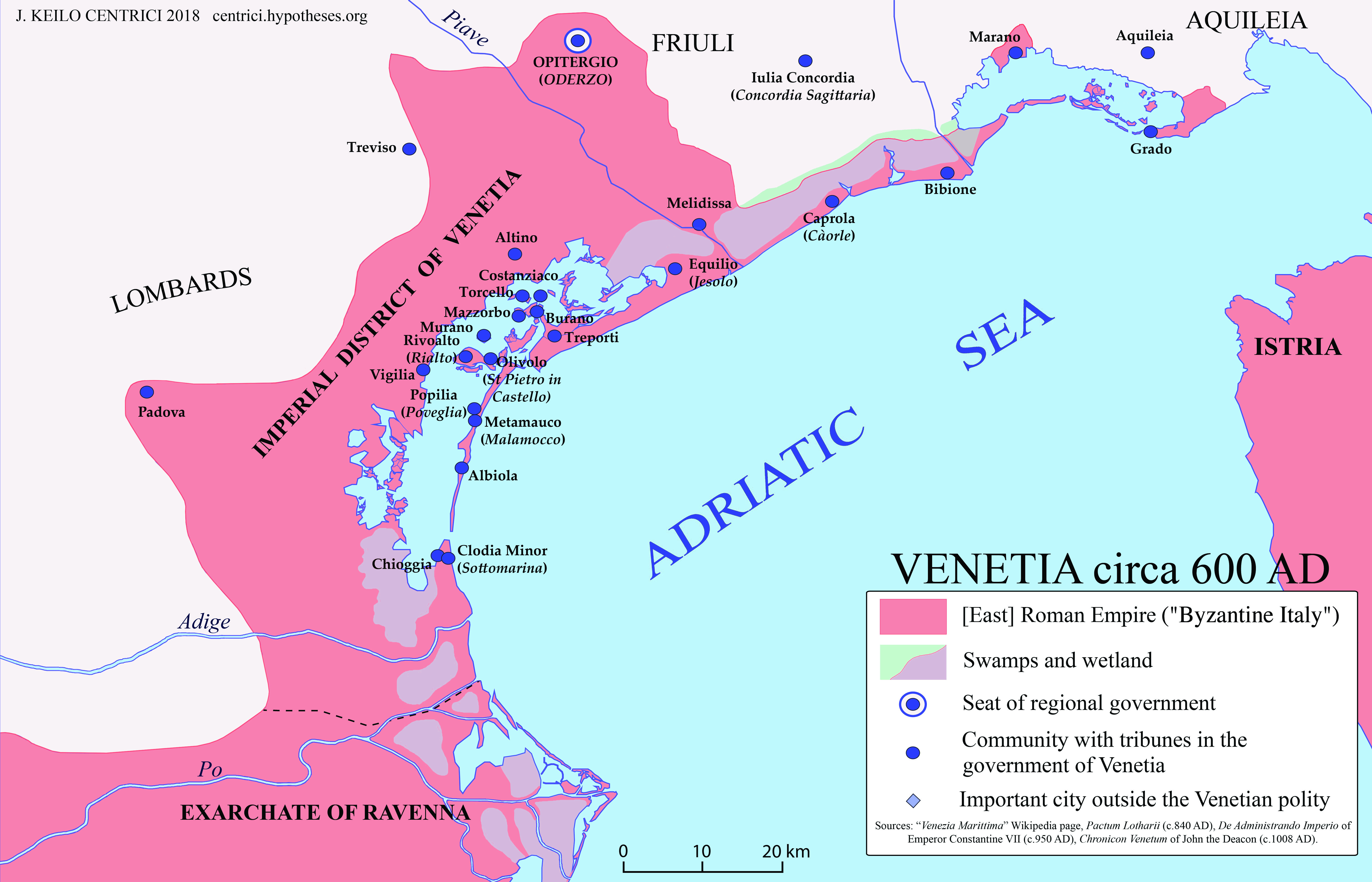
Venezia bizantina prima della conquista dei territori di Padova da parte del re longobardo Agilulfo nel 601.

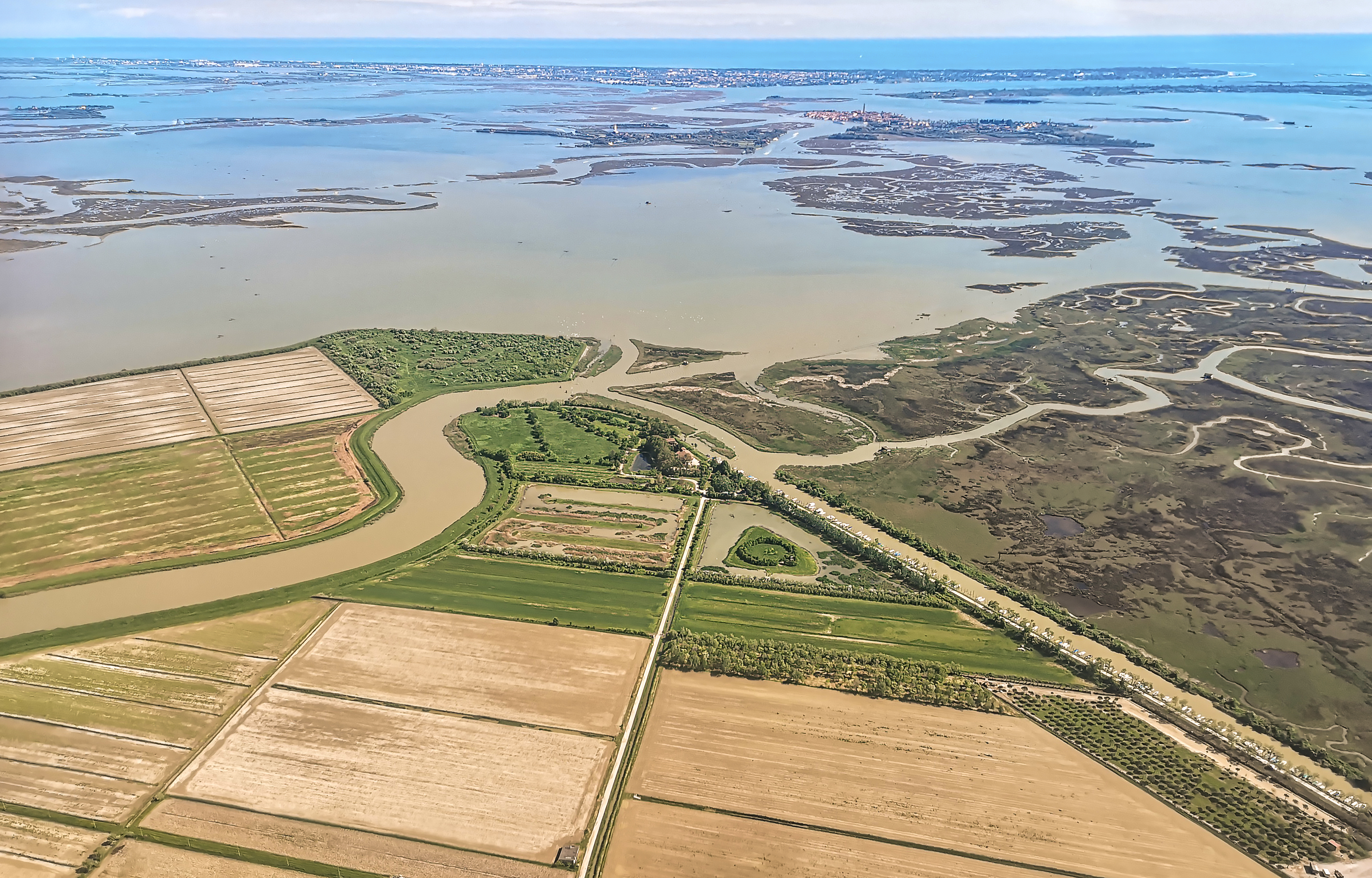
La laguna di Venezia oggi: l'ambiente lagunare consentì lo sviluppo di nuovi centri urbani - sicuri dalle minacce provenienti dalla terraferma - che costituirono la base della nuova Venetia maritima.

Venezia marittima (in latino: Venetia maritima, in greco: Bενετικὰ, "Venetikà") o Venezia bizantina era un territorio dell'Impero bizantino inquadrato nell'Esarcato d'Italia e corrispondente alla fascia costiera dell'antica Venetia, cioè alle coste degli odierni Veneto e Friuli-Venezia Giulia, distinta dall'entroterra della Venezia euganea passata dalla fine del VI secolo sotto il controllo dei Longobardi.
Il territorio interessato era una vasta area periferica dei domini imperiali in Italia, caratterizzata da insediamenti sparsi, senza centri urbani di rilievo. Le precarie condizioni geografiche favorirono nuovi modelli sociali ed economici che si svilupparono dalle tradizionali attività lagunari d'epoca romana come la pesca, la lavorazione del vetro e l'estrazione del sale. Scampata alle invasioni barbariche, la popolazione locale sviluppò inoltre notevolmente il commercio, grazie alla protezione che garantiva il complesso sistema di canali ed isole e grazie ai privilegi fiscali di cui godevano le province bizantine in Italia. La distanza da Bisanzio ed alcune controversie politiche dovute allo scisma tricapitolino causarono inizialmente la nascita di due fazioni in lotta fra loro, variamente schierate ora con i Longobardi ora con i Bizantini, finché le forti autonomie concesse dagli imperatori bizantini furono ufficializzate nella nascita, tra la fine del VII secolo e gli inizi dell'VIII del Ducatus Venetiae.

## Territorio e insediamenti

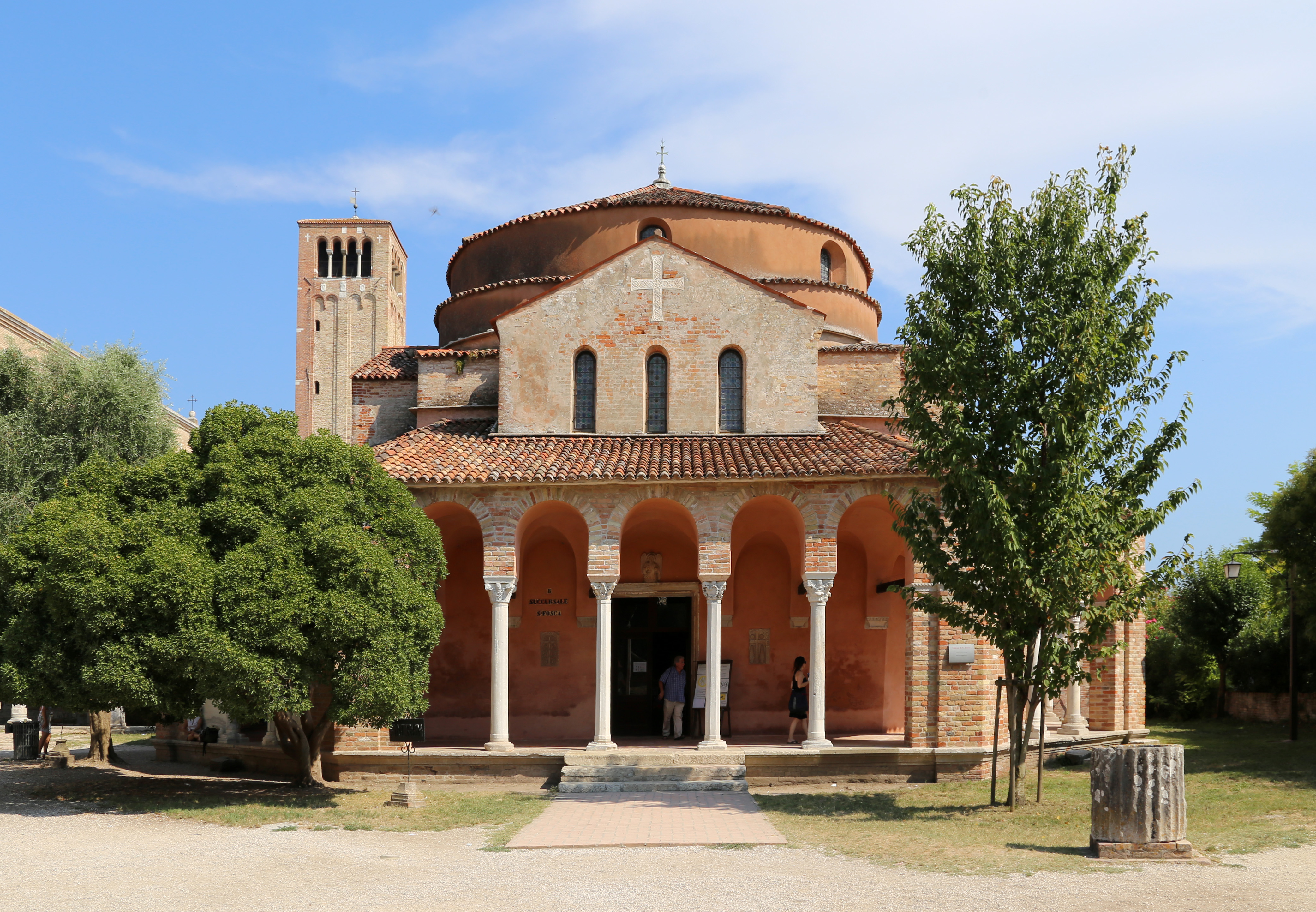
Il martyrium di Santa Fosca a Torcello: pur risalendo al secolo XII, l'edificio risente fortemente degli influssi bizantini.

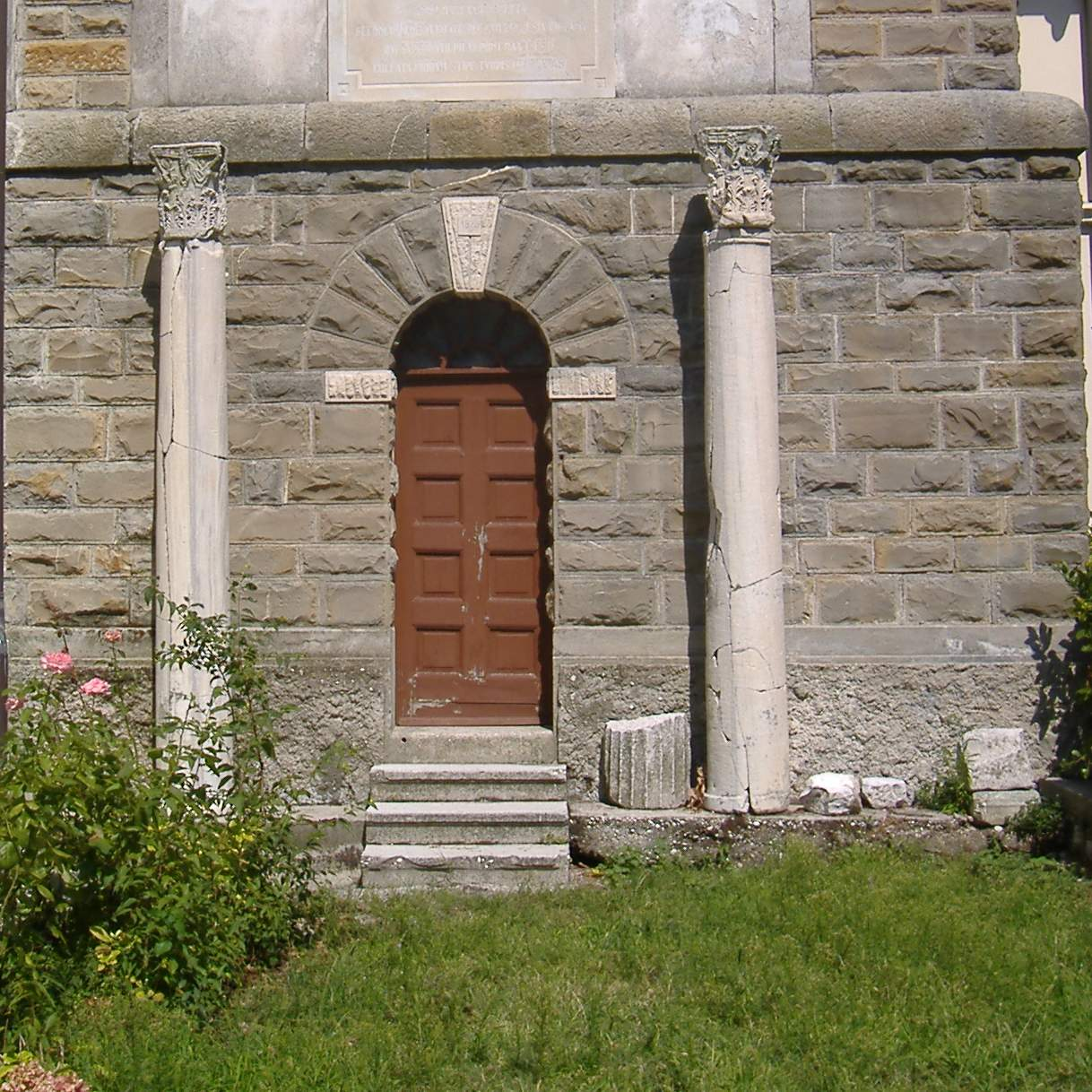
Colonne paleocristiane del VI secolo appartenenti al santuario della Madonna di Barbana, a Grado.

La Venetia Maritima nasceva a seguito dell'occupazione longobarda di buona parte dell'attuale Veneto e la progressiva migrazione delle popolazioni romane provenienti dalla caduta di Aquileia portò a nuovi insediamenti costieri, al sicuro, protetti dalle lagune e dalla flotta imperiale. I romanici che migrarono della Venetia continentale, per edificare nuovi centri nelle isole della costa adriatica, non abbandonarono la propria regione, pensando un giorno di poter tornare a riconquistare le città perdute. Un processo simile avvenne in Istria e, qualche decennio dopo, in Dalmazia a seguito dell'invasione degli Avari.
L'area soggetta all'amministrazione della provincia bizantina si estendeva prevalentemente entro le lagune di Venezia e Marano e di Grado, parte dell'attuale costa friulana, Chioggia e, per un brevissimo periodo, parte dell'entroterra veneto tra i fiumi Adige e Brenta.
Così descriveva la provincia Giovanni Diacono, scrivendo poco dopo il mille:
(Giovanni Diacono, Istoria Veneticorum, I-7.)
Nell'area troviamo comunque citate nelle varie fonti numerosi centri. A partire da nord si hanno dunque:
- Grado, sede patriarcale, che sotto l'autorità dei suoi metropoliti gode di ampia autonomia, vivendo al contempo uno stato di endemico conflitto coi duchi del Friuli e con i concorrenti patriarchi aquileiesi;
- Marano;
- Bibione;
- Iulia Concordia, città romana ai margini delle lagune rapidamente declinata a seguito dell'occupazione longobarda;
- Caprola, città che fu per un periodo sede del vescovo concordiese[4];
- Opitergio, antica città romana che fu il principale centro amministrativo della provincia sino alla conquista longobarda[5];
- Melidissa, poi detta Eracliana, porto lagunare di Opitergio, accresciutasi in importanza parallelamente al declino della vicina metropoli, sino a divenire nuova capitale e nuova sede del vescovo opitergino[6];
- Equilio, centro urbano anch'esso sviluppatosi dal declino di Oderzo e per questo in stato di perenne conflitto con la vicina Eracliana, alla quale contende il primato e i possedimenti territoriali;
- Altino, città romana presto declinata a seguito dell'invasione longobarda;
- Torcello, principale centro commerciale delle lagune, posto in strategica posizione al centro dell'area lagunare formata dalla confluenza dei fiumi Piave, Sile, Dese e Zero, sviluppato dall'esodo della vicina Altino, il cui vescovo proprio qui si trasferisce, fondando una nuova diocesi; tracce attorno all'attuale centro urbano di una presenza industriale storica ben sviluppata, prevalentemente caratterizzata da cantieri navali (squeri) e magazzini commerciali (fondachi)[7].
- Treporti, centro portuale posto all'ingresso del sistema lagunare di Torcello;
- Ammiana, centro urbano gravitante attorno a Torcello, poco ad oriente della stessa;
- Costanziaco, altro centro gravitante nell'orbita torcellana;
- Maiurbum, anch'essa, come i vicini centri, sviluppata dai profughi altinati; il nome deriva dal «vicus Maioribus» (quartiere degli antenati) di Altino. La città non ebbe un grande sviluppo, rimanendo un secondario insediamento della laguna, con attività economiche legate principalmente alla pesca e alla coltivazione di orti domestici[8].
- Burano, grosso centro posto a sud di Torcello, a breve distanza da questa; fu fondata su un gruppo di isole fino ad allora disabitate dai profughi della terraferma, prevalentemente da abitanti di Altino, col nome di Burianum, cioè «città dei boreani», gli abitanti del «vicus Boreanum» (porta di Borea o porta settentrionale), quartiere di Altino[9].
- Mureana, altro centro sorto a seguito della caduta di Altino dove si concentrarono la maggiorpate delle attività industriali legate alla lavorazione del vetro[10];
- Rivoalto, primo nucleo della futura Venezia, sviluppato lungo il canale profondo scavato all'interno della laguna dalle correnti del Brenta;
- Olivolo, centro sorto sullo stesso gruppo di isole occupato da Rivoalto, sede episcopale;
- Metamauco, città strategicamente sorta su uno dei lidi più lontani dall'entroterra, sede episcopale e, con la creazione del Ducato di Venezia, nuova capitale della Venetia maritima;
- Popilia, centro posto alle spalle di Metamauco, all'interno delle lagune;
- Vigilia, piccolo centro all'interno della laguna;
- Albiola, porto sorto poco più a meridione di Metamauco;
- Chioggia Minore, porto della vicina Chioggia Maggiore, all'estremità meridionale delle lagune[11];
- Chioggia Maggiore, già città romana con il nome di Clodia, era il principale centro della parte meridionale della provincia, nonché il più antico insediamento abitato della laguna e il principale porto prima della nascita di Venezia (anche Clugie, Cluia e Cluzia)[11];
- Brondolo, porto di Chioggia Maggiore, già antica mansio distaccata presso la via Popilia, una sorta di nodo d'interscambio tra le comunicazioni marittime, lagunari e terrestri.[12].

### L'alluvione di Paolo Diacono
All'epoca il sistema lagunare risultava molto diverso e molto più esteso rispetto all'attuale, costituendo in pratica un complesso ininterrotto tra le foci del Po, a sud, e dell'Isonzo a nord. Tale sistema lagunare, del quale oggi sopravvivono le lagune di Comacchio, Venezia, Caorle, Marano, e Grado, fungeva da sicura via di navigazione interna, parallelamente alle antiche vie romane sulla terraferma, e da protezione delle città costiere, realizzate sulle isole-lido. L'ambiente lagunare venne tuttavia pesantemente stravolto attorno alla fine del VI secolo da una grande alluvione, nota come «rotta della Cucca» o «alluvione di Paolo Diacono», che provocò la fuoriuscita dei fiumi dal loro precedente alveo, mutandone il corso. Le conseguenze dell'evento portarono ad una progressiva separazione delle diverse lagune, con lo sviluppo di impaludamenti e di zone malariche provocate dalla mutata concentrazione dei ristagni di acque dolci. Il mutamento ambientale influì anche sul conseguente sviluppo dei vari centri urbani, gettando le basi del successivo declino di molti di essi.

## Storia

### La riconquista bizantina

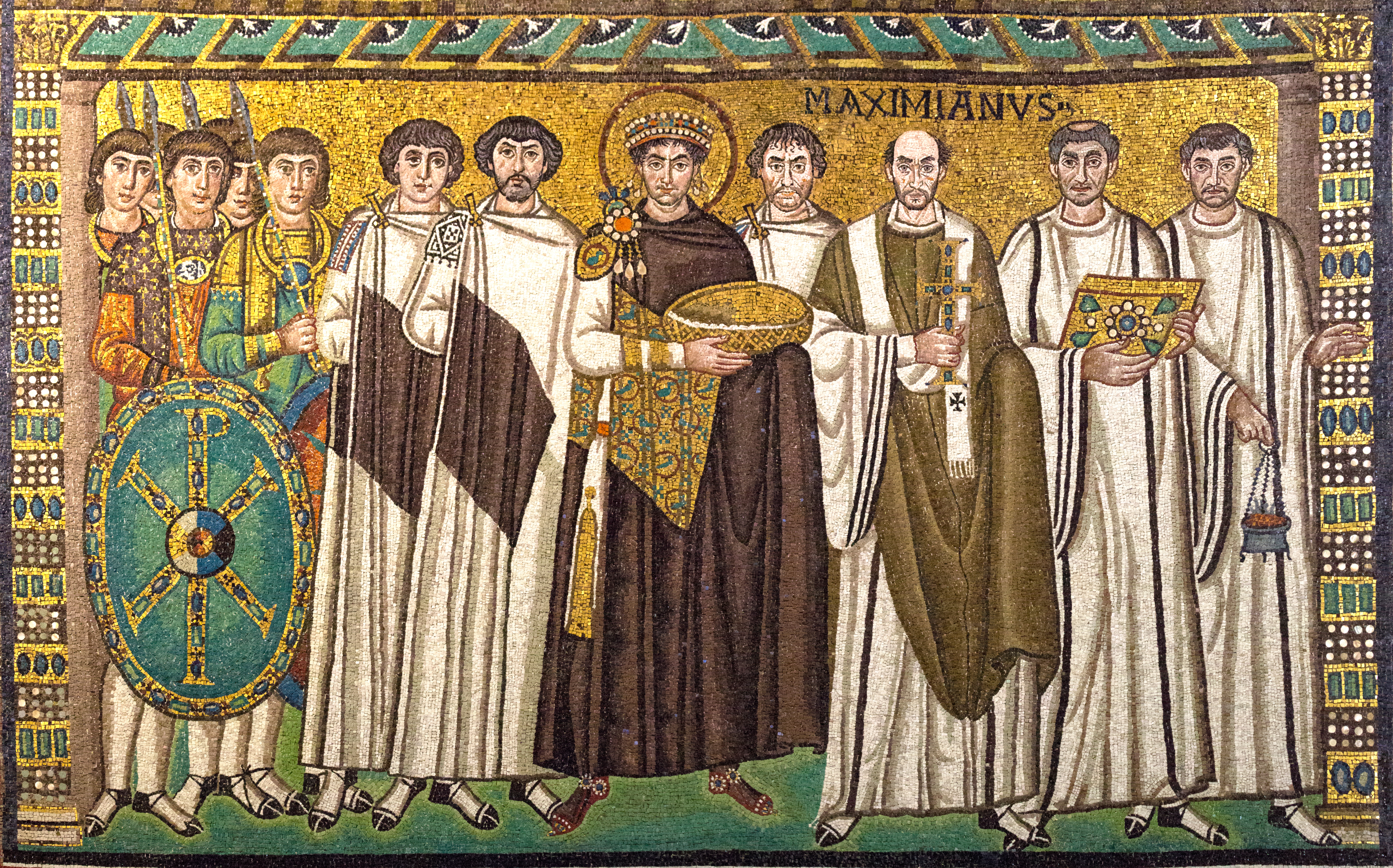
Giustiniano e la sua corte: mosaici della basilica di San Vitale, Ravenna.

Nel 554 finì la ventennale Guerra gotica, con cui l'imperatore Giustiniano I aveva riconquistato la penisola italiana, la Dalmazia e la Sicilia; con le ulteriori conquiste dell'attuale Tunisia, della Sardegna, della Corsica e delle Baleari, strappate ai Vandali (Guerra vandalica, 533-534) e della Spagna del sud, strappata ai Visigoti nel 554, una parte dei territori un tempo facenti parte dell'Impero romano d'Occidente erano stati riconquistati dall'Impero di Giustiniano.. Da allora al 584 ca. tutta l'area tornata sotto il controllo bizantino subì una profonda riforma amministrativa, che seguiva i traumatici eventi bellici e un diffuso impoverimento dell'economia del Mediterraneo occidentale: l'antica Prefettura del pretorio d'Italia, la cui sede era Ravenna, venne affidata all'amministrazione del generale e patrizio bizantino Narsete, che aveva guidato vittoriosamente le armate imperiali nell'ultima fase del conflitto. La Venetia et Istria costituì una delle provincie di questa entità amministrativa, e rimase tale fino al 754, quando l'area lagunare fu separata dall'Istria, che invece fu aggregata al thema di Dalmazia. La nuova regione probabilmente aveva un governatore civile, che era eletto dai vescovi e i notabili del luogo, questo lo si può supporre grazie alla Pragmatica sanctio pro petitione Vigilii di Giustiniano, scritta nel 554, con cui si promulgava l'estensione della legislazione imperiale orientale ai nuovi territori. Nelle varie città, poi, le singole assemblee locali, i comitia, eleggevano poi ciascuna un Tribuno per reggere l'amministrazione locale, perpetuando l'uso romano avviato negli ultimi anni dell'Impero romano d'Occidente.
Nel 554 la conquista dell'Italia non era ancora del tutto compiuta: alcune aree del Nord, e soprattutto le Venezie, erano ancora in mano gota e franca; Narsete nel giro di pochi anni riuscì a riportare questi territori in mano imperiale e nel 559, anno in cui è attestata la presenza di un comandante imperiale nelle Venezie, la conquista delle Venezie poteva dirsi per gran parte compiuta; fu però solo nel 561-562, con la resa di Verona e Brescia, che i Franchi abbandonarono l'Italia. Nell'anno 566 scoppiò una rivolta dei foederati eruli di stanza a Trento che assunse vaste proporzioni e che venne sedata da Narsete nell'anno successivo.
Nel 584 ca. la Prefettura d'Italia divenne, con una nuova riforma, Esarcato di Ravenna, il cui capo, l'esarca, era un funzionario nominato direttamente dall'imperatore bizantino con pieni poteri sia civili che militari.

### L'invasione longobarda

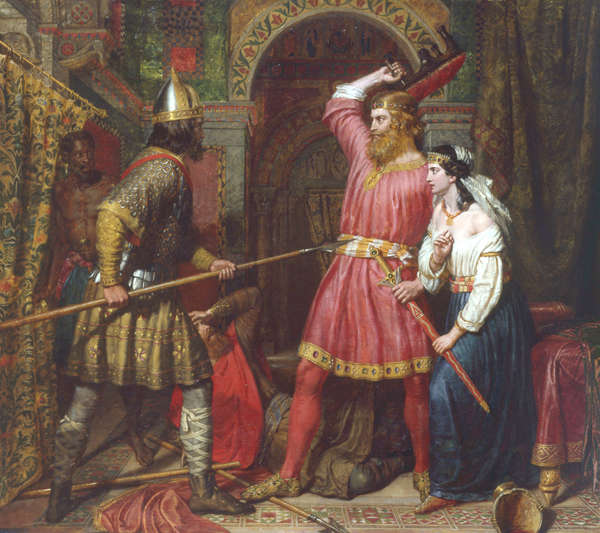
La morte di Alboino, re dei Longobardi, assassinato nel 572 a Verona dalla moglie Rosmunda.

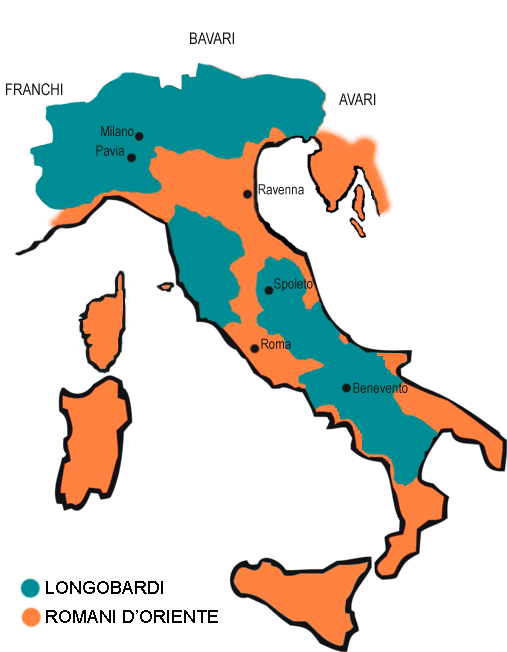
Mappa della Prefettura del pretorio d'Italia nel 572, sotto l'imperatore bizantino Giustino II, dopo l'invasione dei Longobardi.

Nel 568, approfittando della debolezza dell'Italia settentrionale, ancora dissanguata dalla Guerra gotica e flagellata da una violenta pestilenza, una popolazione di stirpe germanica proveniente dalla Pannonia, i Longobardi, attraversò l'Isonzo, distrusse il presidio militare bizantino di Forum Iulii e occupò la città, investendo poi rapidamente l'intera area più orientale della Venetia fino a conquistare dapprima Aquileia, Treviso, dove trovò un accordo con la chiesa locale, e poi Verona, Vicenza, Milano e infine Pavia. Mentre i conquistatori dilagavano anche nell'Italia centrale e nord-occidentale, Pavia divenne nel 572 la capitale del nuovo Regnum Langobardorum.
A seguito dell'invasione, nell'Italia nord-orientale, i cui territori occupati andarono a formare l'Austria longobarda, rimasero sotto il controllo bizantino solo Padova, Oderzo, Monselice e Cremona, assieme alla città costiere, ma la dissoluzione della realtà sociale italica, appena ricostruita dopo le devastazioni della Guerra gotica, fu traumatica per le popolazioni locali. Il patriarca di Aquileia Paolo si rifugiò nelle lagune, dove già a seguito delle invasioni dei Goti e degli Unni si erano formate le prime comunità cittadine, portando allo sviluppo del centro urbano di Grado, dove venne anche trasferita la sede metropolitana, definitivamente nel 579 con la consacrazione della basilica di Sant'Eufemia ed un apposito sinodo delle chiese suffraganee della Venetia e dell'Istria. Successivamente cadde anche Julia Concordia, i cui abitanti fondarono Caorle. L'unità dell'antica provincia della Venetia sopravviveva solo nei confini della giurisdizione ecclesiastica.

### La resistenza dei Romanici
Con la morte di Giustiniano I la situazione politica in Italia rimase travagliata: l'Impero era assediato a oriente da Persiani, Avari e Slavi, per cui nella penisola italiana ai Romanici venne a mancare il supporto economico e bellico di Bisanzio per lungo tempo. L'unico tentativo di riconquista fu effettuato nel 576 ad opera del generale Baduario, sotto la reggenza di Tiberio II, che non ebbe alcun successo. La difesa del territorio perciò trovò sostegno finanziario e civile solo nelle forze municipali locali, tanto che l'esercito in Italia divenne per lo più un insieme di militari che erano proprietari terrieri al comando dell'esarca di Ravenna, che traevano di fatto la maggior parte delle provvigioni direttamente dai latifondi e dalle proprietà terriere: costoro erano definiti milites limitanei (soldati di frontiera) e costituivano una compatta struttura sociale, sia nelle città che nei centri periferici.
Questo sistema di riforme influenzò profondamente anche la Laguna veneta, che, legata prevalentemente ad una economia marittima e lagunare più che a quella agreste dell'entroterra, guadagnò dai cambiamenti in atto in tutta Italia una forte autonomia, sia nell'amministrazione del sistema tributario, sia nella costituzione dell'organizzazione civile. Nel 580, Tiberio II soppresse la provincia della Venetia costituendo l'eparchia Annonaria, con Ravenna, l'Emilia e la Bassa Padana lombarda, ma solo pochi anni dopo (584) Maurizio la ricostituì in distretto col nome di Venetikà.

### Lo Scisma tricapitolino e la nascita del Patriarcato di Aquileia-Grado

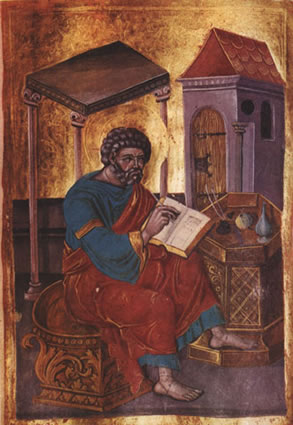
Icona dell'evangelista San Marco: il santo, molto venerato, era considerato l'evangelizzatore delle Venezie e primo vescovo di Aquileia.

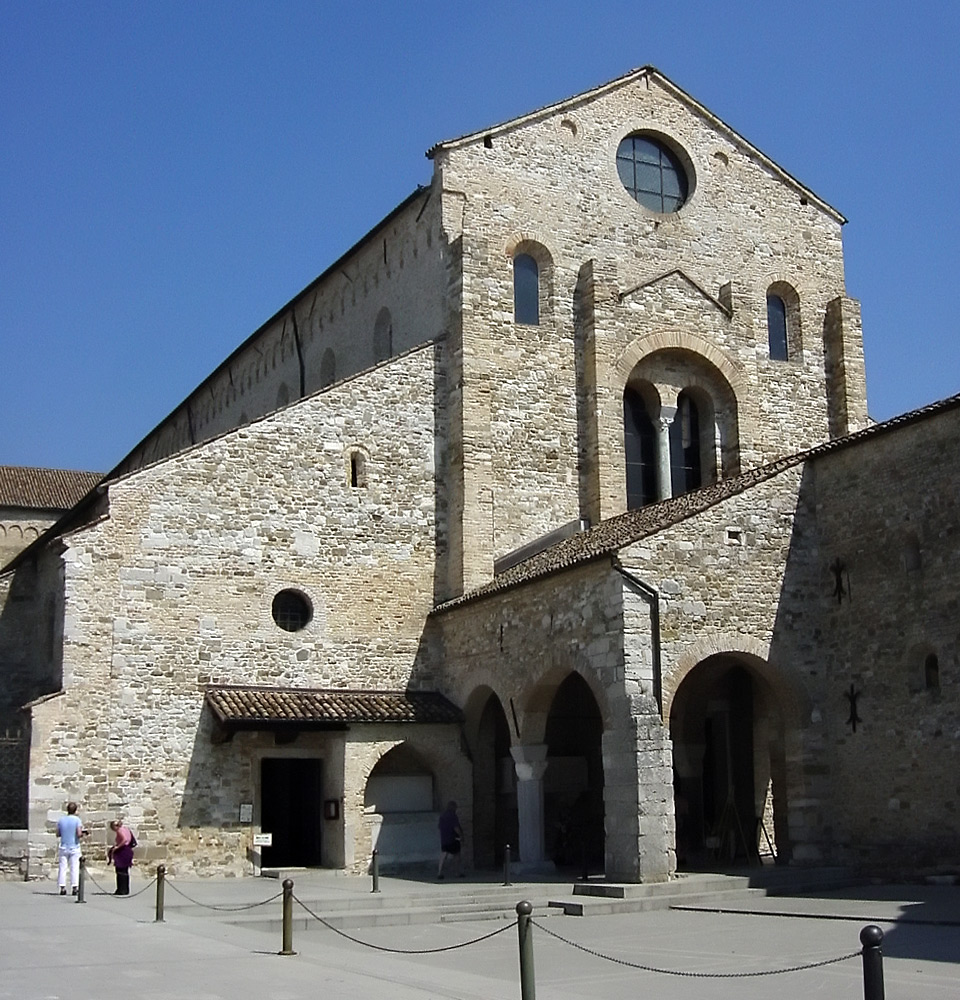
La basilica patriarcale di Santa Maria Assunta, ad Aquileia: a seguito dello Scisma dei Tre Capitoli, nel 568 l'arcidiocesi di Aquileia si diede l'autocefalia, proclamandosi Chiesa patriarcale.

L'arcidiocesi di Aquileia era, assieme a Milano, una delle Chiese italiane che non aveva accettato la condanna degli scritti di Teodoro di Mopsuestia, Teodoreto di Cirro e di Iba di Edessa decretata da Giustiniano e da questi imposta con la forza a papa Vigilio. Le chiese dell'Italia nord-orientale avevano infatti visto in questo una forzatura imposta dai monofisisti d'Armenia e Siria, cosicché le iniziali divergenze si trasformarono in un vero e proprio scisma, che si inasprì assumendo i caratteri di una controversia non solo religiosa ma soprattutto politica. Paolino I di Aquileia, forte del rango apostolico della sua cattedra, che era fatta risalire all'evangelizzazione da parte di San Marco, nel I secolo, e dei discepoli di questi, Ermagora e Fortunato, era stato così proclamato nel 568 patriarca dai suoi suffraganei, dando inizio ad Aquileia all'autocefalia.
Nonostante nel 579, papa Pelagio II riconoscesse al patriarca Elia la metropolia sulla Venezia e sull'Istria nel tentativo di venire ad un accordo, Roma e Ravenna, che erano sotto il controllo dell'imperatore, contrastavano direttamente gli scismatici di Aquileia. Fallito il tentativo di ricomposizione, nel 587, l'esarca Smaragdo passò alle vie di fatto, catturando il patriarca Severo ed imprigionandolo per un anno, fino a costringerlo a piegarsi, insieme ad alcuni vescovi dell'Istria, ai dettami imperiali. L'episodio non aveva però ricomposto lo scisma, perché i vescovi, una volta liberati, erano ritornati sulle loro posizioni, forti anche delle conseguenze dell'occupazione longobarda, che aveva fortemente indebolito il potere bizantino: nel 590 Severo radunò dunque un sinodo a Marano, dove dichiarò solennemente che l'abiura gli era stata estorta con la forza.
L'occupazione longobarda, frattanto accentuò la distanza fra le Chiese soggette al patriarcato: le città cadute sotto il dominio germanico, infatti, godendo - anche in funzione anti-bizantina - di una maggiore tolleranza religiosa da parte degli ariani Longobardi, si arroccarono su posizioni radicalmente scismatiche, mentre le città della Venezia marittima scivolarono lentamente verso posizioni più moderate.

### La perdita della terraferma

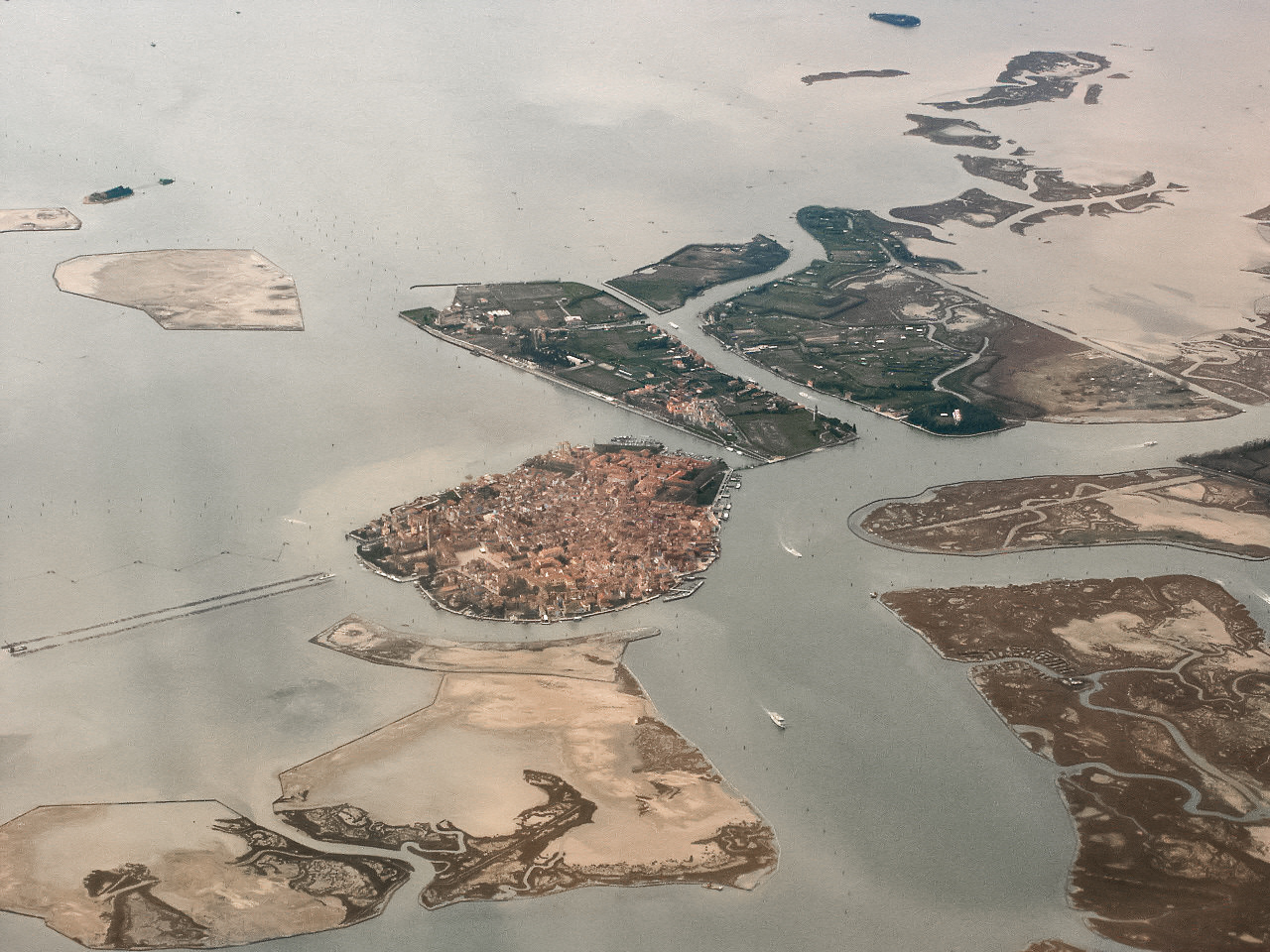
Burano e la laguna.

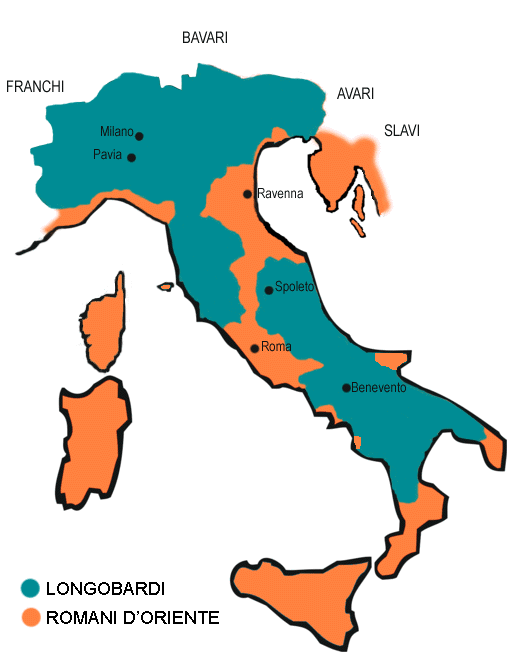
I domini bizantini agli inizi del VII secolo, dopo le campagne di conquista condotte dal sovrano longobardo Agilulfo.

Nel 589, un'immane alluvione giunse a sconvolgere l'intero territorio, mutando il corso dei principali fiumi (Adige, Mincio, Brenta, Sile e Piave) e investendo anche le città sorte sulle lagune: tra queste la principale, Melidissa, che venne a trovarsi improvvisamente ricongiunta alla terraferma. Nel 590 un'alleanza franco-bizantina contro il re dei Longobardi Autari sembrò dover portare alla sconfitta definitiva dei Longobardi, ma i Franchi, proprio quando i Longobardi stavano per capitolare, ritornarono in patria senza farvi più ritorno. Nel 591 Agilulfo, succeduto ad Autari, trattò una pace separata con Childeberto re dei Franchi e i Bizantini dovettero abbandonare i loro piani di riconquista. In Venetia riannetterono all'Esarcato solamente Altino. Da allora iniziarono una serie di scorrerie longobarde dapprima in Istria, col sostegno di Avari e Slavi, e quindi lungo il confine veneto; nel 601, Agilulfo infine conquistò Padova e Monselice, causando una seconda ondata migratoria dei Romanici verso le città di Brondolo, Clodia, Popilia, Metamauco e Spinalonga. La Venetia era sempre più isolata dal resto del territorio bizantino e la popolazione, forzatamente, stava aumentando nell'area lagunare, costituendo nuove realtà urbane o rafforzando quelle già esistenti. Quando il Regno longobardo fu ereditato da Rotari, gli attacchi contro i territori bizantini si intensificarono, e nel Veneto si spinsero fino a sottrarre ogni lembo di territorio, tralasciando solo le aree lagunari.

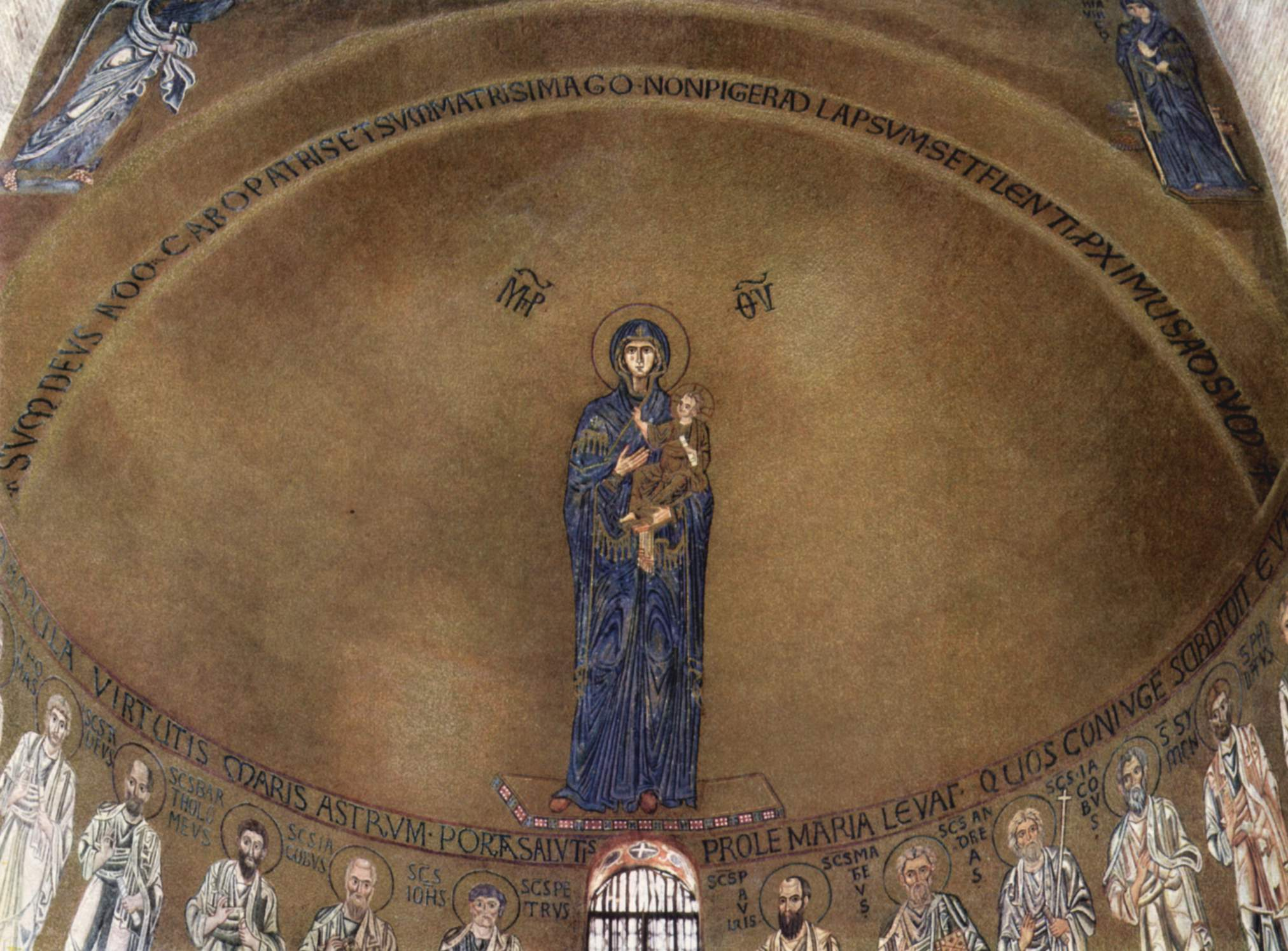
Mosaico della Vergine Odigitria all'interno della cattedrale di Torcello.

Il dilagare dei Longobardi acuì la frattura interna alla chiesa aquileiense, creando tensioni crescenti che esplosero nel 606, quando le Chiese sotto il controllo militare bizantino nominarono metropolita - a Grado - Candidiano di Rimini, contrario ai tricapitolini, mentre le Chiese dei territori longobardi gli opposero Giovanni I, che da parte sua condannò il metropolita di Grado reinsediandosi ad Aquileia, sotto la protezione di Gisulfo II del Friuli: l'episodio sancì la scissione del patriarcato nelle due opposte sedi di Aquileia e Grado, ciascuna rivendicante per sé l'esclusiva legittimità. L'Istria e le lagune, fedeli a Roma e all'Impero, finirono così per distaccarsi dal resto del Veneto e del Friuli, il cui entroterra aveva abbandonato definitivamente l'autorità bizantina.
Intorno all'anno 616, durante il pontificato di Papa Adeodato I, cadde in mano longobarda anche la città di Concordia, il cui vescovo, «terrorizzato dalla paura dei Longobardi», si rifugiò con la popolazione a Caorle, dove stabilì la propria nuova sede. La sola città dell'entroterra a resistere ai Longobardi, oltre ad Altino, era allora Opitergium, probabile sede del governo provinciale. Qui, probabilmente tra il 619 e il 625, il patrizio bizantino Gregorio massacrò a tradimento i duchi del Friuli, Caco e Tasone, figlio di Gisulfo II: l'episodio rimase impresso nella memoria dell'altro figlio di Gisulfo scampato all'imboscata, Grimoaldo, che, divenuto re, si sarebbe vendicato nel 667 radendo al suolo la città.
Un ruolo di primaria importanza era comunque venuta assumendo già da tempo la vicina città lagunare di Melidissa, ribattezzata attorno al 628 Eracliana (o Eraclea) in onore dell'imperatore Eraclio, vittorioso in oriente sui Persiani di Cosroe II e liberatore della Vera Croce: con la caduta di Oderzo la città di Eraclio divenne dunque nuova sede dei funzionari provinciali. La definitiva perdita dell'entroterra spinse ad una riorganizzazione della vita civile alla luce della nuova geografia lagunare, provocata anche dal rapido avanzare dei Longobardi, condotti dal loro re Rotari, il quale, asceso al trono nel 636, abbandonò la politica di pacificazione con l'Impero adottata dai suoi immediati predecessori. Nel 639 Rotari attaccò Oderzo e Altino e le conquistò, costringendo la popolazione a fuggire nelle lagune. Così ad Eraclea la nuova cattedrale accolse il vescovo di Oderzo Magno, mentre nel 639, per ordine dell'esarca Isacio, venne fondata la nuova cattedrale di Santa Maria Madre di Dio di Torcello, per accogliervi la sede episcopale del vescovo altinate, la cui città era stata appena distrutta dal re Rotari:
(Dedicazione lapidea della Cattedrale di Torcello)

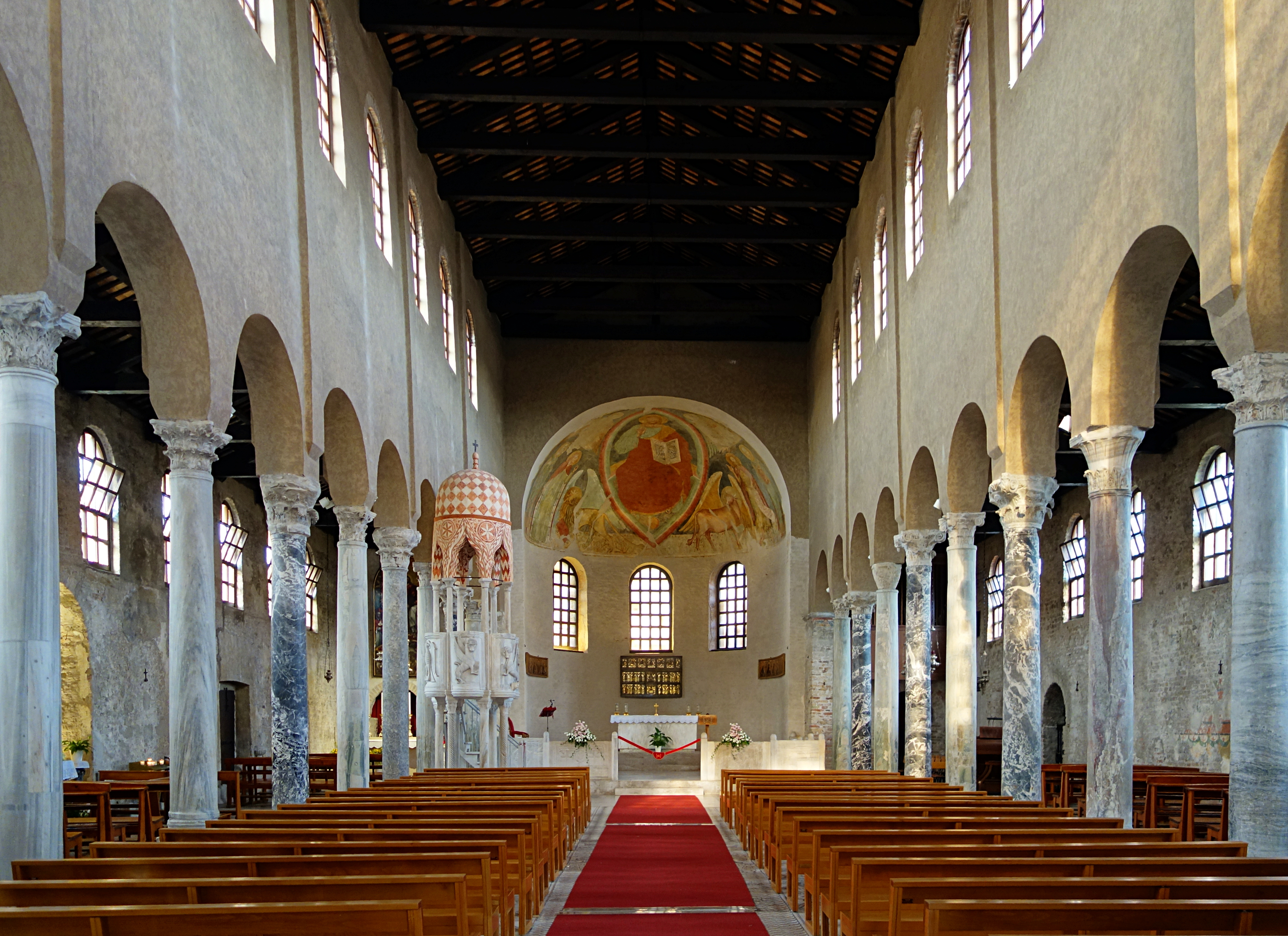
La basilica patriarcale di Sant'Eufemia a Grado: nel 606 i conflitti interni tra scismatici e filo-romani portò alla scissione del Patriarcato nelle due sedi contrapposte di Aquileia e Grado.

Anche in tutto il resto delle lagune gli insediamenti aumentarono in modo esponenziale, come sulle isole di Costanziaco, Ammiana, Burano e Maiurbum, nonché Olivolo e Rivoalto., che cinsero come una cintura il grande centro mercantile di Torcello.
Frattanto però, l'unità politica della Venezia venne scossa da diversi fattori economici e politici; le trasformazioni in corso nell'economia della laguna si riscontrarono anche nel sistema amministrativo e sociale: i veneziani continuano a mantenere i propri diritti sui territori agricoli sottratti dai longobardi (pascolo, legnatico, transito) e probabilmente l'unità delle comunità lagunari era mantenuta grazie ad un sistema federativo alla cui base erano i tribuni e il clero, certamente per tutto il VII secolo. Dalla nascita di forti rivalità tra Eraclea e la vicina Equilio poi, città dove più forte era l'influenza filo-longobarda e che al pari della capitale ducale si proclamava erede di Oderzo, le crescenti tensioni sfociarono nel 690 in aperto conflitto, risoltosi in favore della capitale filo-bizantina.
Non migliore era la generale condizione dell'Esarcato, scosso nel 692 da una tremenda rivolta contro l'autorità dell'imperatore Giustiniano II, colpevole di aver tentato l'arresto di papa Sergio I. Lo stesso sovrano sarebbe stato colpevole, poi, appena un decennio più tardi, dopo la sua seconda intronizzazione, di un ulteriore grave sconvolgimento per l'esarcato, quando, nella sua generale campagna di vendetta contro quanti avevano osato ribellarglisi, massacrò spietatamente e a tradimento un gran numero di notabili italici a Ravenna. I Ravennati reagirono con una nuova e grave rivolta che scosse l'Esarcato: guidata da Giorgio Ioanniccio, a seguito dell'applicazione delle norme del concilio in Trullo, condannante la pratica latina del celibato ecclesiastico, la ribellione assorbì l'attenzione del nuovo esarca (forse Eutichio al suo primo mandato?), che riuscì però infine a soffocarla.

### La nascita del ducato

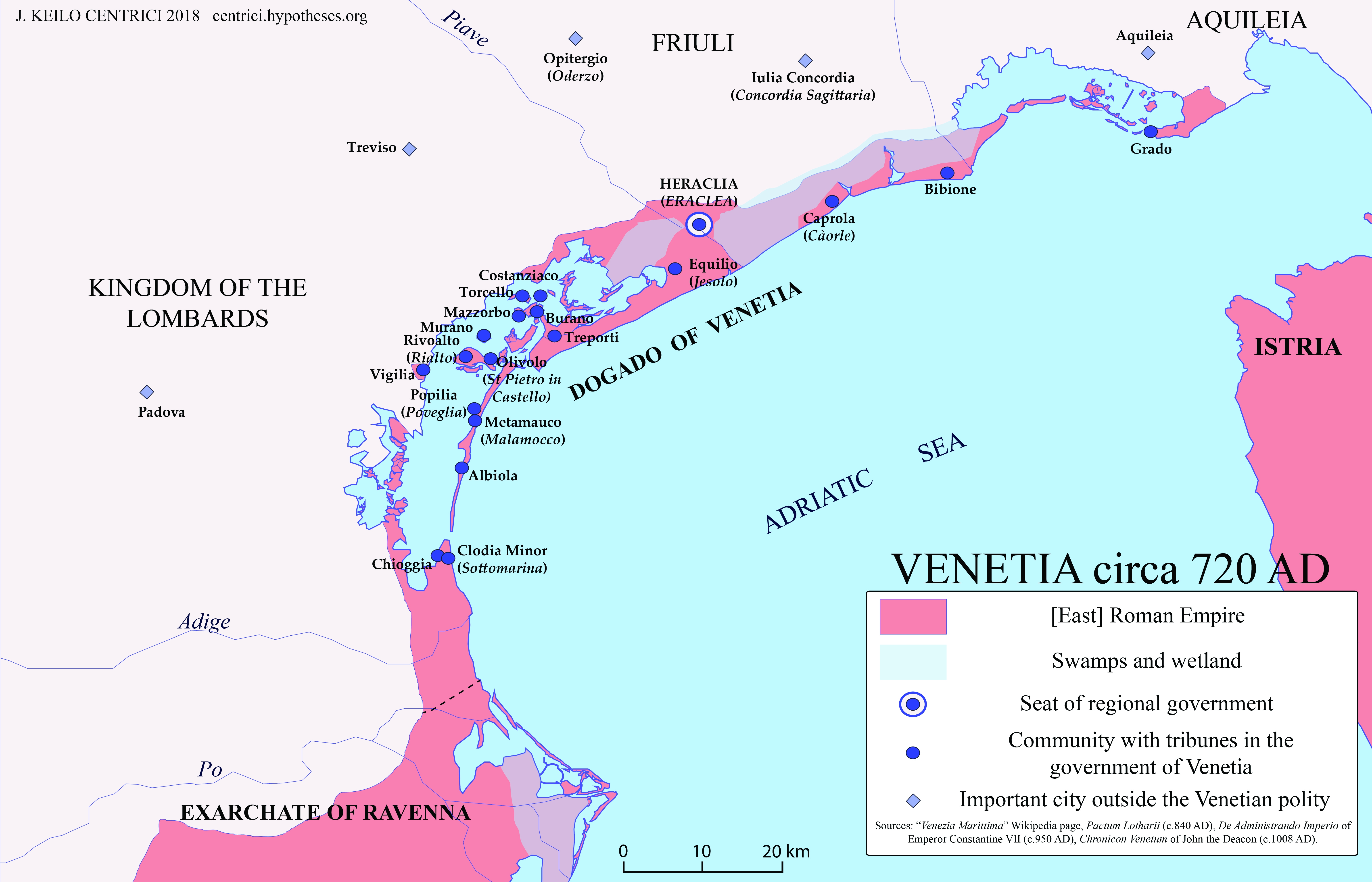
La Venezia intorno al 720.

Tra la fine del VII secolo e gli inizi dell'VIII una nuova riforma politica investì la Venetia: come le altre province bizantine d'Italia venne trasformata in ducato. Secondo la tradizione il primo duca della Venetia fu l'opitergino od eracleense Paolo Lucio Anafesto, l'inizio del cui governo è posto nel 697 dal Dandolo, durante il regno di Leonzio, posticipabile al 698 stando alla Cronaca Altinate, mentre il diacono Giovanni lo fa risalire agli anni della reggenza imperiale di Anastasio II, dunque attorno al 713, attribuendo inoltre l'elezione agli stessi Venetici.

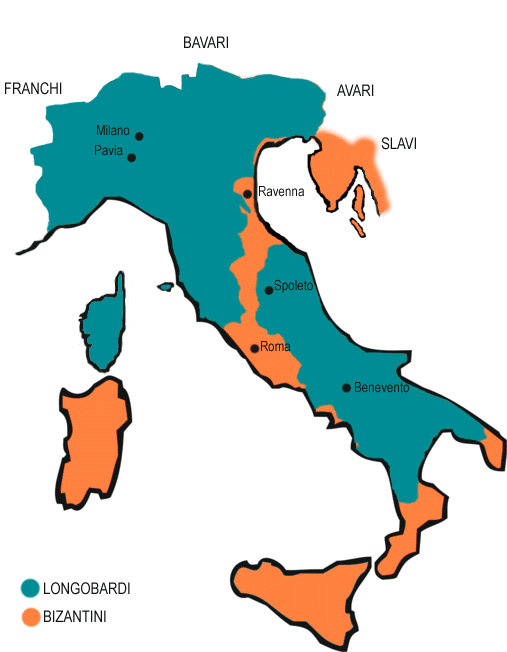
Mappa dell'Italia bizantina agli inizi dell'VIII secolo, epoca del trattato con Liutprando che definiva i confini della Venetia maritima.

Il nuovo duca riuscì a consolidare i confini attraverso un trattato col re longobardo Liutprando, riuscendo anche a preservare l'autonomia ecclesiastica di Grado, minacciata nel 699 dal Sinodo di Pavia, tanto che nel 717 papa Gregorio II decretò l'elevazione della sede al titolo di patriarcato di Grado. Attorno a quella stessa epoca, però, stando alle cronache, Paoluccio cadde poi in una congiura organizzata da nobili equiliani. Gli successe quindi come duca il suo vecchio magister militum Marcello, la cui morte giunse in un momento di grave crisi politica provocata dalle conseguenze dei provvedimenti iconoclasti ordinati dall'imperatore Leone: nel 726 l'Italia cadde così preda di rivolte intestine e molti ducati bizantini insorsero contro Costantinopoli e Ravenna. I veneti in rivolta nominarono così autonomamente il proprio duca, nella persona di Orso.
Della situazione approfittarono intorno al 732 i Longobardi che occuparono Ravenna: spaventato, papa Gregorio III esortò quindi il duca Orso a fornire aiuto all'esarca fuggitivo Eutichio. La capitale esarcale venne dunque riconquistata e il potere di Orso venne legittimato l'anno successivo con la concessione imperiale del titolo di Ipato. Nel 731, poi, la Venezia veniva ulteriormente ricompensata dal nuovo papa Gregorio III con la definizione della separazione canonica delle diocesi di Grado ed Aquileia e con il riconoscimento, alla prima, della metropolia sulle diocesi dell'Istria e del Ducato di Venezia. L'esarca Eutichio riuscì tuttavia a riportare sotto il completo controllo bizantino la Venetia: approfittando infatti dell'assassinio del duca Orso, coinvolto nell'ennesimo scontro tra Eracliana ed Equilio, Eutichio ordinò nel 738 che il governo del ducato fosse assegnato a magistrati militari annuali, i Magistri Militum. Garantitosi così la fedeltà della Venetia e la riscossione delle sue tasse, Eutichio riparò nel 740 nelle lagune allorché i Longobardi occuparono nuovamente Ravenna. L'anno successivo, 741, Eutichio riprese la città con l'aiuto del magister militum Gioviano, che venne in cambio nominato Ipato. Il potere bizantino sull'Italia appariva tuttavia in inarrestabile declino.
Nel 742 i nuovi scontri tra Eracliana ed Equilio provocati dall'eracleense magister militum Giovanni Fabriciaco portarono infine alla deposizione di quest'ultimo e al trasferimento della capitale a Metamauco, dove con la concessione imperiale i Venetici si videro conferita la potestà all'autonoma nomina del Dux: il potere venne dunque affidato al figlio dell'ultimo duca, Teodato Orso.

## Economia
I dati sulla situazione economica della Venetia maritima sono stati raccolti grazie ad una serie di studi effettuati sugli scavi archeologici di Torcello verso la metà degli anni cinquanta. Originariamente il territorio della laguna, dall'età romana fino al primo Medioevo, era impiegato prevalentemente, se non esclusivamente, per la produzione del sale o per altre attività minori legate alla pesca e al dragaggio della costa. Già importante appariva la navigazione all'epoca del regno del goto Vitige, il cui ministro Cassiodoro così si rivolgeva ai Venetici:
(Cassiodoro)

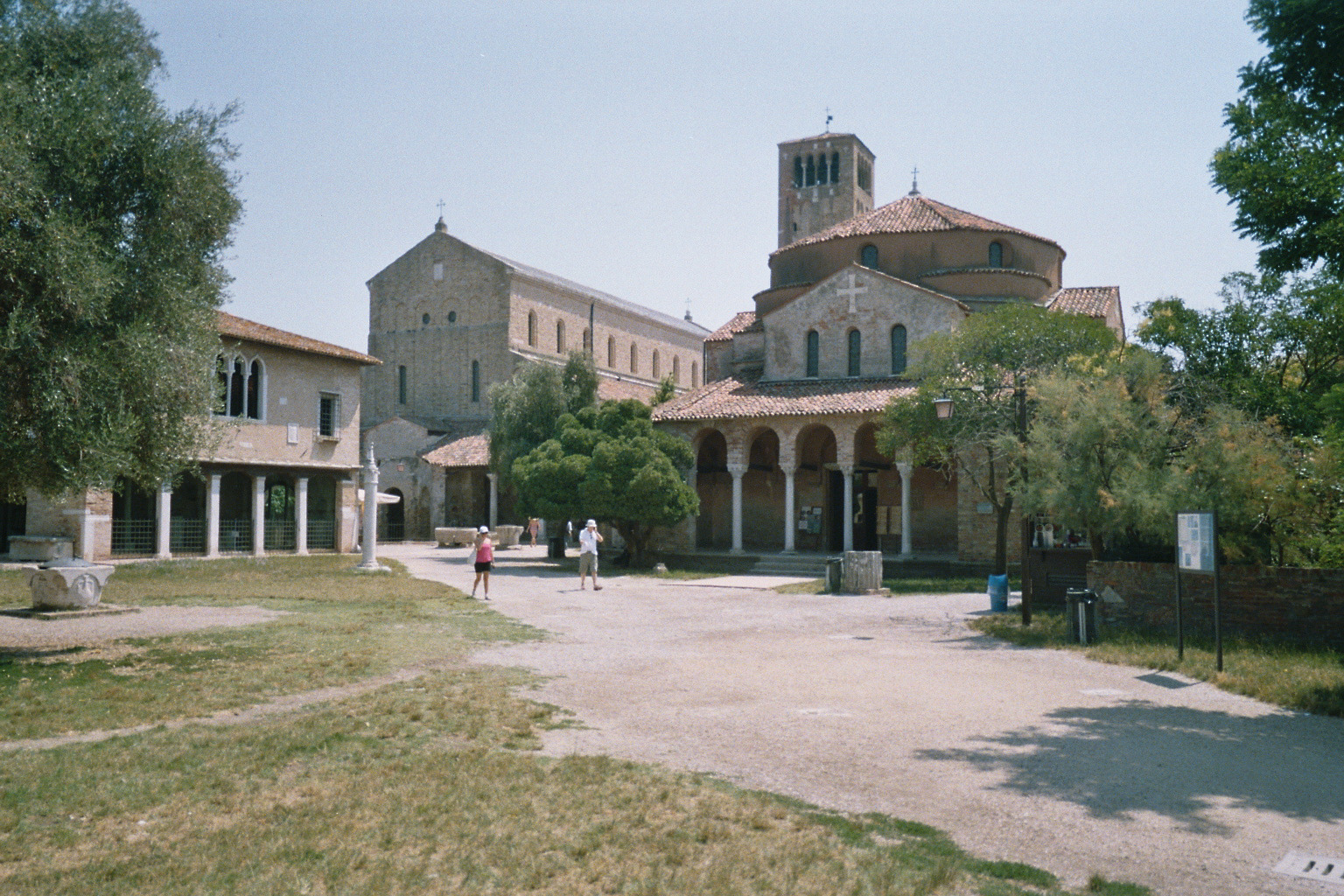
La cattedrale di Santa Maria Assunta e la chiesa di Santa Fosca: è tutto ciò che resta oggi del grande emporio di Torcello.

Il sistema economico romano resse sino agli inizi del dominio bizantino, fintanto che, cioè, si mantenne l'unità della provincia. Ai tempi di Narsete le varie arti si riunivano già in corporazioni, dette scholae, protette da un patrono: si annoveravano così le arti dei fabbri, dei centonari, dei fulli, dei mercanti, dei bottegai, degli scalpellini, dei vasai, dei pittori, etc..

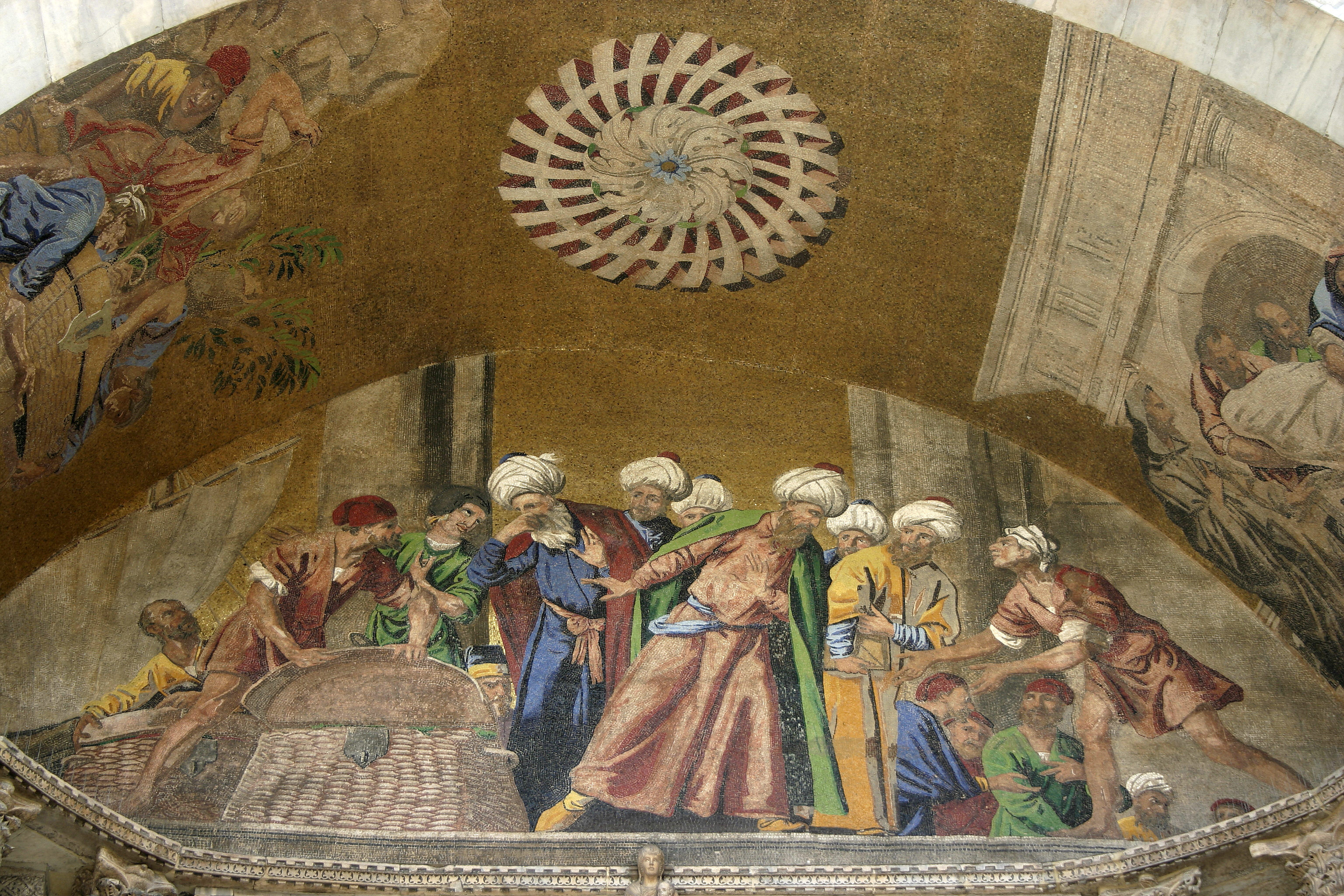
Mercanti venetici trafugano il corpo di San Marco da Alessandria d'Egitto: dai mosaici della basilica di San Marco a Venezia.

L'aumento forzato della popolazione dovuto alle migrazioni dal Veneto comportarono un mutamento radicale nelle produzioni economiche dell'area che da periferia divenne un vero e proprio mercato. Dall'invasione longobarda fu attivata una produzione agricola abbastanza consistente, anche di prodotti da esportazione come il pino da pinoli, il noce, il nocciolo, il pesco e il susino, nonché la vite e il cetriolo, in una varietà locale ancora presente a Torcello. Il crescere della popolazione poi comportò una seconda trasformazione del territorio che, diventando area cittadina, vide crescere la richiesta di prodotti artigianali, così sviluppò l'industria della ceramica e infine l'arte vetriaria (già dal 639 nella chiesa di Torcello compaiono i primi mosaici a tessere vitree). Torcello si avviava a diventare un vero e proprio centro commerciale, un «μέγαν ἐμπόριον» (megan emporion, "grande mercato") già ai tempi di Costantino Porfirogenito. Della terraferma restava solo la tecnica edilizia, sia nei materiali da costruzione che nelle produzioni artigianali più comuni, che però sentirono molto anche l'influenza dei modelli longobardi.

### Lo sviluppo del mercantilismo
Il territorio di naturale sviluppo delle attività commerciali veneziane era sempre stato la pianura padano-veneta e il vasto tratto di costa che da Ravenna raggiunge Trieste (in senso più ampio anche l'Istria), percorso dalla vie Annia e Postumia e dalla rete di fiumi e canali navigabili garantito dal sistema lagunare. Questo legame mercantile continuò, nonostante i vari conflitti, ininterrotto fino all'VIII secolo. Quando però Adriano I confiscò i possedimenti veneziani nei territori dell'arcidiocesi di Ravenna, dopo dei contrasti politici in Italia, e bandì i mercanti lagunari dell'Esarcato, l'economia veneziana che fino ad allora era stata controllata dai proprietari terrieri e indirizzata dalle loro esigenze finanziarie, fu costretta a rinnovarsi radicalmente nel sistema produttivo, e le principali attività furono quelle create da homini novi o dei vecchi agrari che divennero armatori, rivolte per lo più ai commerci marittimi. I rapporti politici privilegiati con l'oriente permisero inoltre alla popolazione locale di guadagnare ambiti monopoli come quello del commercio delle cosiddette porpore di Tiro, del pellame o delle stoffe asiatiche, nonché, fattore non certo secondario, il mercato degli schiavi che fu condotto per diversi secoli dai veneziani fra il mondo slavo e l'Africa islamica.
Così anche la flotta militare fu incentivata notevolmente, sia dai privati che dal governo locale, già dai primi tempi di pattuglia su tutto l'Adriatico dall'Istria fino ad Otranto, contro la pirateria, rafforzata da potenti navi costruite sul modello del dromone imperiale bizantino, dette zalandriae

### Fonti primarie
- AA.VV., Liber Pontificalis.
- Anonimo Altinate, Cronaca Altinate.
- Cassiodoro, Variae.
- Andrea Dandolo, Chronaca Venetiarum per extensum descripta.
- Giovanni Diacono, Istoria Veneticorum.
- Paolo Diacono, Historia Langobardorum.
- Tietmaro di Merseburgo, Chronicon.
- Costantino Porfirogenito, De administrando imperio.

### Fonti secondarie
- Giovanni Cassandro, Atti della Accademia Pontaniana, vol. XIV, Le origini di Venezia, 1964-1965.
- Roberto Cessi, Storia della Repubblica di Venezia, Milano – Messina, 1944.
- Roberto Cessi, Venezia ducale, vol. I, Duca e popolo, Venezia, Deputazione di Storia patria per le Venezie, 1963.
- Charles Diehl, Etudes sur l'administration byzantine dans l'exarchat de Ravenne, New York, Burt Franklin, 1958.
- Charles Diehl, La Repubblica di Venezia, Roma, Newton & Compton editori, 2004.
- Carlo Guido Mor, Aspetti della vita costituzionale veneziana fino alla fine del X secolo, in Le origini di Venezia, Firenze, Sansoni editore.
- John Julius Norwich, Bisanzio, Milano, Mondadori, 2000, ISBN 88-04-48185-4.
- Gherardo Ortalli, Venezia dalle origini a Pietro II Orseolo, in Longobardi e bizantini, Storia d'Italia, vol. 1, Torino, UTET.
- Georg Ostrogorsky, Storia dell'Impero bizantino, Milano, Einaudi, 1968, ISBN 88-06-17362-6.
- Giorgio Ravegnani, I bizantini e la guerra, Roma, Jouvence, 2004.
- Giorgio Ravegnani, I bizantini in Italia, Bologna, il Mulino, 2004.
- Giorgio Ravegnani, Bisanzio e Venezia, Milano, Il Mulino, 2006, ISBN 88-15-10926-9.
- Giorgio Ravegnani, Introduzione alla storia bizantina, Bologna, il Mulino, 2006, ISBN 88-15-10863-7.
- Samuele Romanin, Storia documentata di Venezia, Venezia, Pietro Naratovich tipografo editore, 1853.
- Antonio Ludovico Muratori, Annali d'Italia.